# Polystichum bradei
Polystichum bradei är en träjonväxtart som beskrevs av Eduard Rosenstock. Polystichum bradei ingår i släktet Polystichum och familjen Dryopteridaceae. Inga underarter finns listade.